# 行人岳

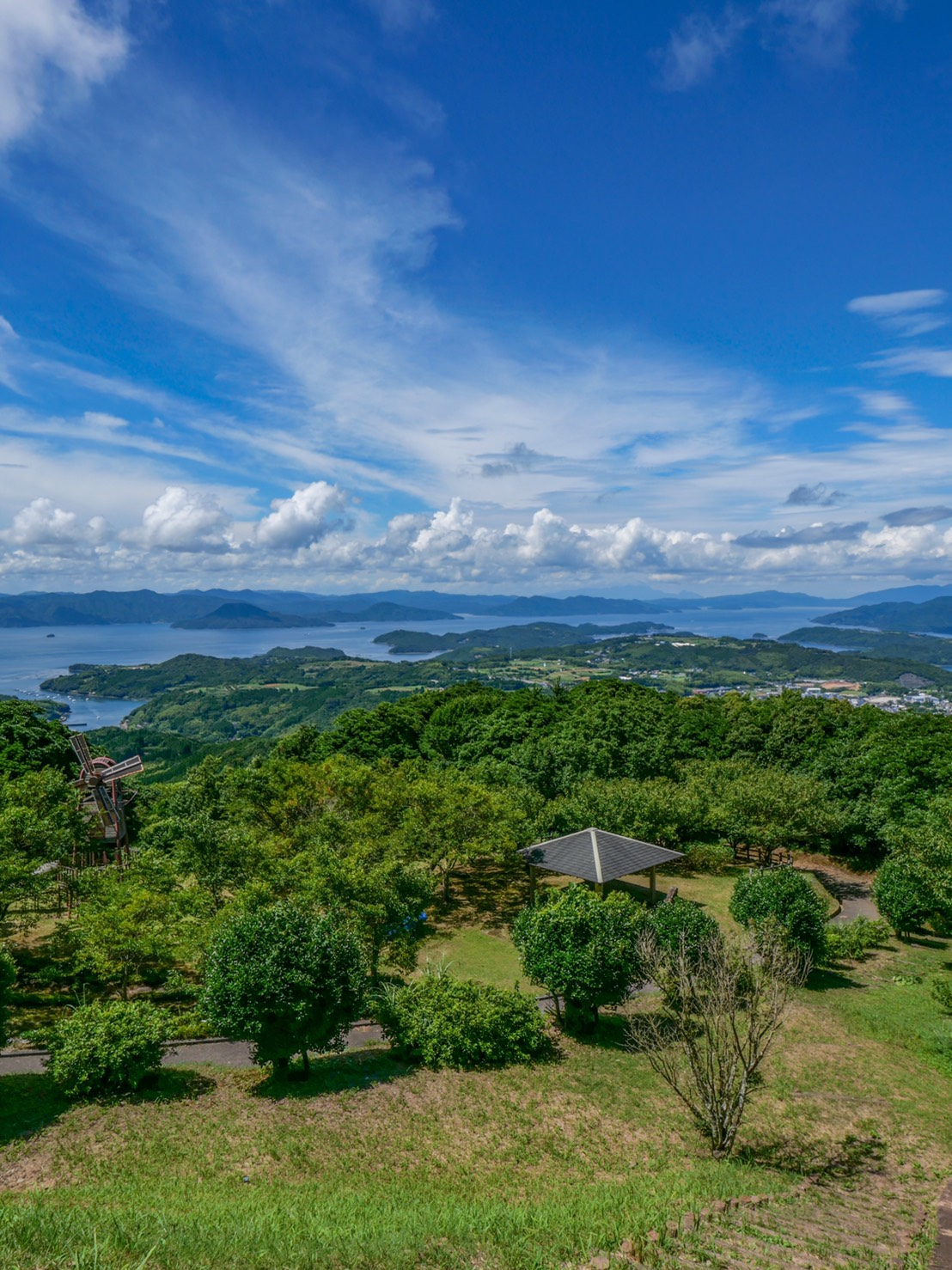
行人岳山頂からの眺望

行人岳（ぎょうにんだけ）は、鹿児島県出水郡長島町にある、標高393.7mの山である。
ここには蔵王権現や不動明王が祭られている。山頂からの眺望はすばらしく、天草諸島や雲仙、不知火海が一望できる。出水平野に渡来する鶴が北帰行する時期には、シベリアへ帰っていく鶴たちのコース上に位置する為、撮影のために多くのカメラマンが訪れる。
山頂には長島北中継局も設置されている。

## 概要
- 所在地：鹿児島県出水郡長島町川床
- 山岳名：行人岳
- 標高：393.7m
- 駐車場：有
- トイレ：有（男・女・身障者用）
- 公園：有
- スロープ：有
- 寺名：行人岳不動明王廟
- 寺の社務所：有
- 山頂までの道路：長島町道・鹿児島県道380号平尾川床線
- テレビ中継局：有（長島北中継局）